# Paipa (ort)
Paipa är en ort i Colombia.   Den ligger i departementet Boyacá, i den centrala delen av landet, 170 km nordost om huvudstaden Bogotá. Paipa ligger 2 508 meter över havet och antalet invånare är 13 554.
Terrängen runt Paipa är kuperad. Runt Paipa är det ganska tätbefolkat, med 104 invånare per kvadratkilometer. Närmaste större samhälle är Duitama, 10,4 km nordost om Paipa. Omgivningarna runt Paipa är en mosaik av jordbruksmark och naturlig växtlighet.